# Dockingstation
Eine Dockingstation (teilweise auch Andockstation, englisch to dock „andocken“, „koppeln“) wird verwendet, um tragbare Geräte mit einem festen Netz zu verbinden. Dockingstations werden z. B. im Bereich von Digitalkameras, Notebooks, MP3-Player oder PDAs angewendet. Bei Notebooks werden auch Portreplikatoren eingesetzt, wobei die Begriffe teilweise irreführend verwendet werden.
Ursprünglich stammt die Dockingstation aus der Zeit, in der mobile Geräte noch groß und schwer waren und bestimmte Baugruppen meist nicht in miniaturisierter Bauform verfügbar waren, und so diese in einer Dockingstation verbaut wurden (Erweiterungskarten, optische Laufwerke, Massenspeicher).

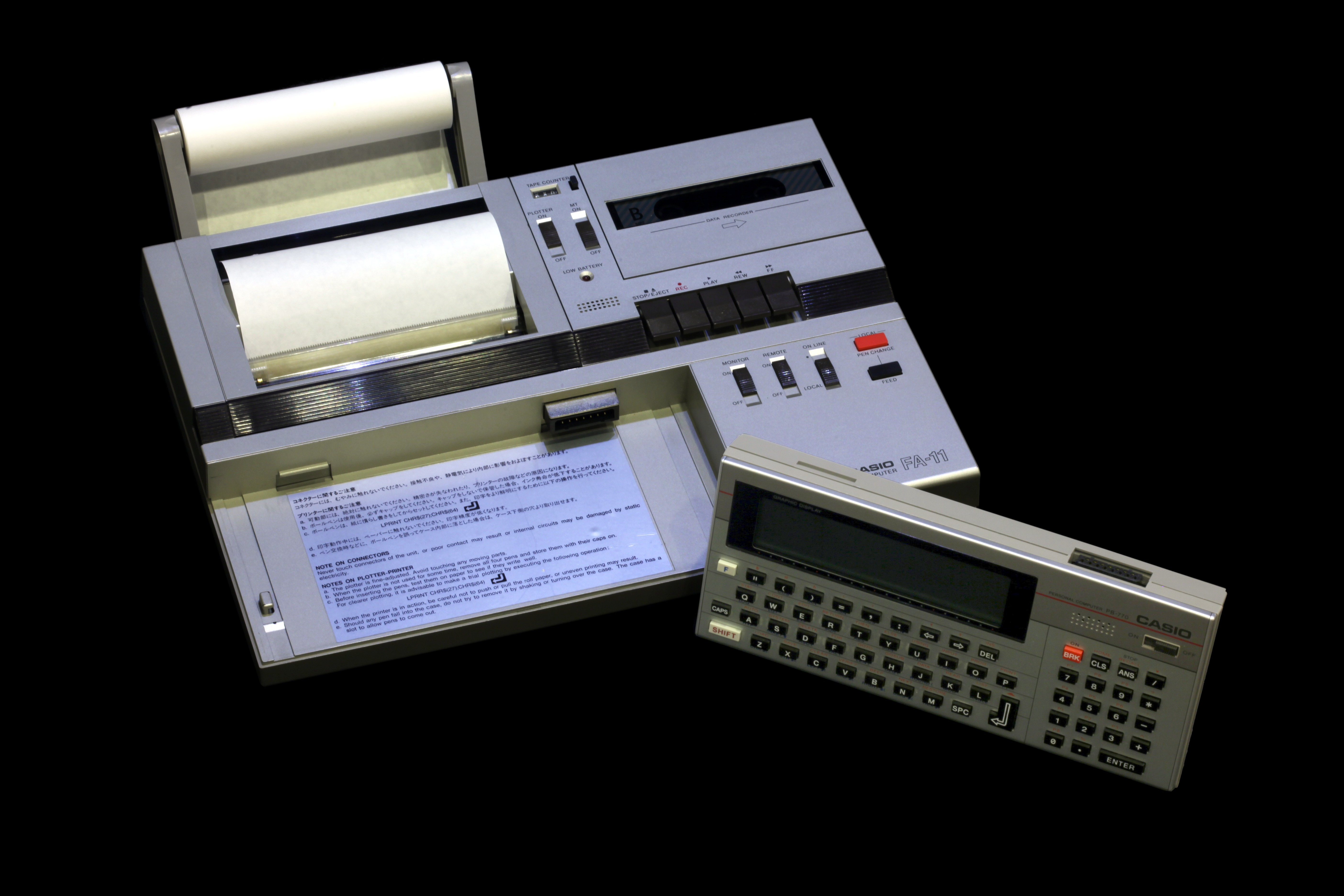
Casio PB-770 Pocket Computer mit Multifunktions-Dockingstation

## Tragbare Geräte

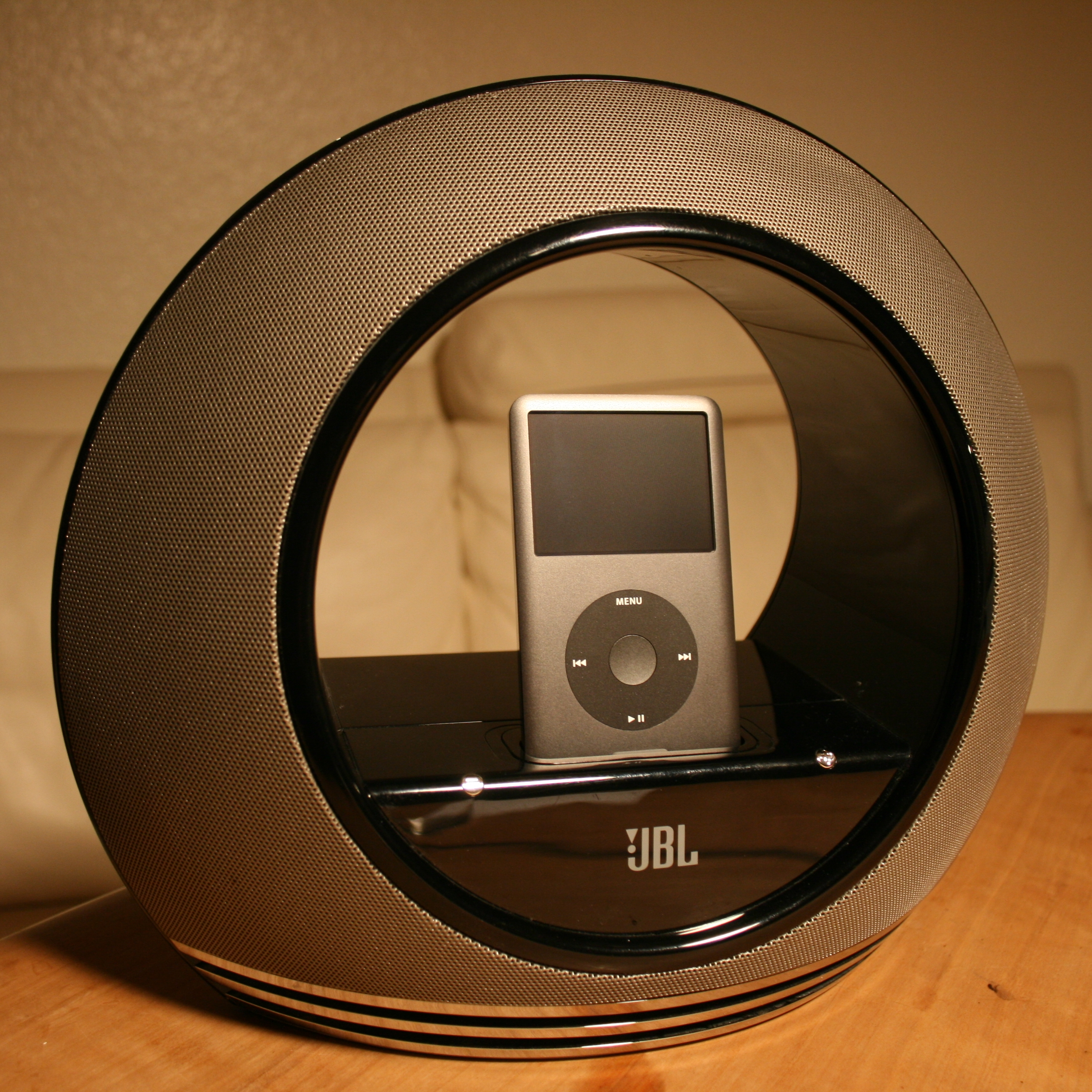
Dockingstation mit Lautsprecher für einen iPod (Radial/JBL)

Meistens sind mit Dockingstationen entsprechende Geräte gemeint, die zur Verbindung von elektronischen Geräten mit Datenleitungen und der Energieversorgung dienen. Beim Einstecken des Gerätes in die Station wird automatisch der Geräteakku aufgeladen. Die Energieversorgung erfolgt über das Stromnetz, solange das Gerät eingesteckt ist. Bei der Verbindung mit Computern wird meist auch automatisch eine Verbindung geschaffen, die den Datenaustausch ermöglicht.
Die Dockingstation zur reinen Energieversorgung bzw. Akkuladung soll dem Benutzer einen Ablageplatz für sein Gerät bieten und den Bedienungskomfort erhöhen, da nicht jedes Mal Kabel verlegt bzw. Ladegeräte einzeln eingesteckt werden müssen.
Bei Handheld-Computern wird die Dockingstation manchmal Cradle (englisch für Wiege) genannt. Sie dient dem Aufladen des Geräteakkus und dem Datenabgleich mit dem angeschlossenen Computer. Häufig startet beim Einstecken des Geräts automatisch eine Synchronisierungssoftware.
Für tragbare Multimediaplayer bieten Dockingstations oft auch weitere Funktionen wie Fernbedienungen oder integrierte Lautsprecher. Auch ist es möglich über Induktion drahtlos auf speziellen Dockingstations den Akku zu laden. Hierfür wird häufig der Qi-Standard verwendet.

## Notebooks

### Portreplikator
Ein Portreplikator stellt an einem Notebook über einen Anschluss am Notebook weitere Anschlüsse separat zur Verfügung und ermöglicht so, mit einem Kabel verschiedene Peripherie (Maus, Drucker, USB-Port, Monitor etc.) zu verbinden bzw. zu lösen. Es existieren herstellerspezifische Portreplikatoren, über welche auch das Netzteil oder externe Monitore angeschlossen werden können. Dafür muss aber am Notebook ein passender proprietärer Anschluss vorhanden sein. Diese Geräte werden teilweise auch als Dockingstation vermarktet.

### Generische Portreplikatoren
Wesentlich häufiger sind universelle Portreplikatoren, welche über Universal Serial Bus (USB) angeschlossen werden und teilweise als USB-Dockingstationen bezeichnet werden. Dies erfordert keine besondere Eigenschaften des Notebooks, weswegen ein solcher Portreplikator in der Regel in Kombination mit allen Notebooks eingesetzt werden kann.
Die verschiedenen Schnittstellen werden dabei über Wandler an USB angeschlossen. Bei USB 2.0 mit einer maximalen Datenrate von 480 Mbit/s ist dabei teilweise mit starken Einschränkungen der Performance zu rechnen. Ein Portreplikator via USB ist zwar universell nutzbar, doch entstehen dabei Nachteile:
- Eine hohe Belastung des USB-Busses führt zu einer hohen CPU-Belastung im Leerlauf.
- Die Stromversorgung ist auf diesem Weg erst nicht möglich.
- Die Grafikleistung (Geschwindigkeit und maximale Auflösung) der Grafiklösungen der Dockingstation sind gegenüber der im Notebook integrierten Grafikkarte deutlich schlechter.
- Alle USB-Geräte teilen sich die maximale Bandbreite, was besonders bei Netzwerk-Schnittstellen zu Geschwindigkeitseinbußen führt.

Aus den genannten Gründen werden in der Praxis meistens mindestens zwei bis drei Kabel beim stationären Einsatz verwendet (externer Bildschirm, USB-Portreplikator, Strom). Ähnliche Portreplikatoren existieren auch für den ExpressCard-Steckplatz, welche dann auf die USB- und PCIe-Verbindung dieser Schnittstelle zurückgreifen und vom Funktionsumfang vergleichbar sind. Seit USB 3.0 (Datendurchsatz: 4 GBit/s) sind bei der Performance keine Einbußen mehr zu befürchten, sodass z. B. schon über ein einzelnes USB-C-Kabel sämtliche Daten für externe Geräte (Monitore, Maus, Tastatur) inklusive Netzwerk ausreichend schnell übertragen werden können.
Perspektivisch werden die USB-Dockingstationen schrittweise durch „Thunderbolt-Dockingstationen“ ersetzt, weil bei der Thunderbolt-Schnittstelle ohne Performanceverlust mehrere Protokolle u. a. Bildschirm, Internet, Drucker, Lautsprecher, Festplatten usw. gleichzeitig bedient werden können. Hersteller wie etwa Apple verzichten auf den Vertrieb eigener Dockingstationen (vom Thunderbolt-Display abgesehen) und überlassen diesen Zubehörmarkt Dritten, die als Basis für ihr Geschäft standardisierte offene Schnittstellen wie USB und Thunderbolt benötigen.

### Dockingstation

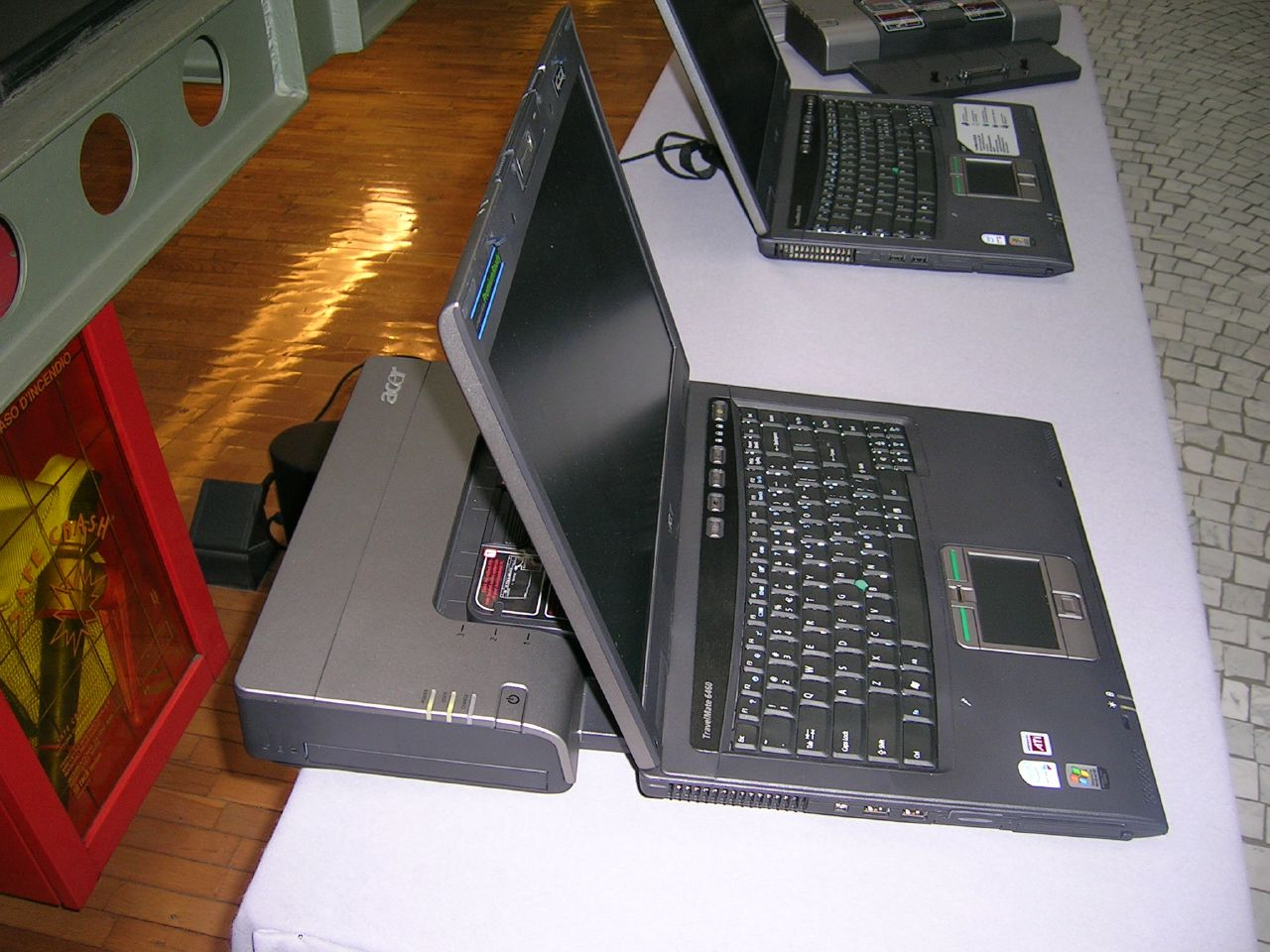
Dockingstation mit Notebook (2007)

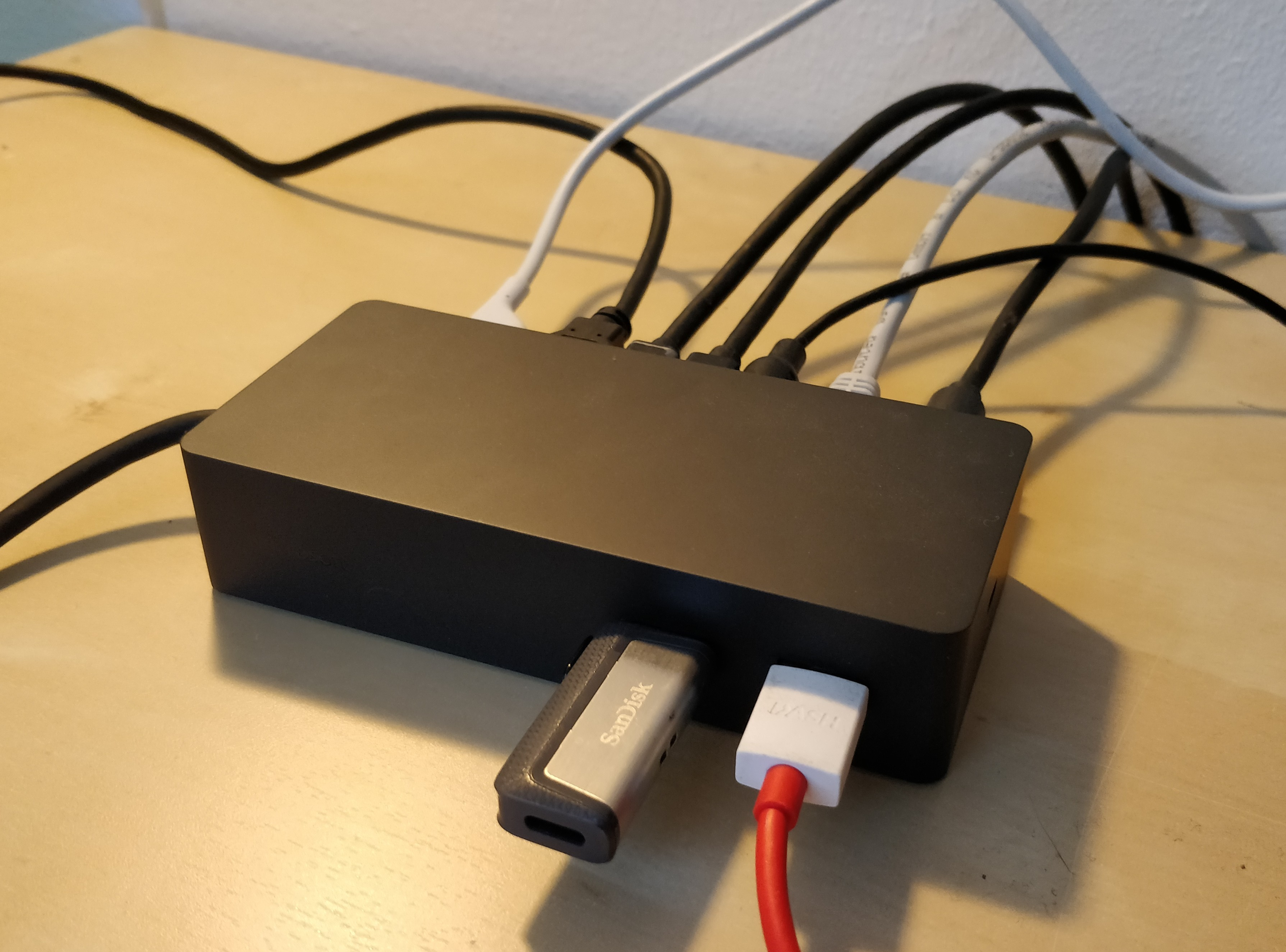
Externe Dockingstation

Notebooks werden über Stecker mit oft hoher Dichte der Pins mit der Dockingstation mechanisch verbunden. Der Anschluss kann unten, hinten oder seitlich am Notebook liegen. Dafür kommt eine spezielle herstellerspezifische Schnittstelle zum Einsatz, weswegen nur bestimmte Baureihen mit einer Dockingstation verwendet werden können.
Meist werden alle am Notebook vorhandenen Schnittstellen an der Dockingstation bereitgestellt, häufig verfügen sie auch über zusätzliche Schnittstellen wie PS/2, seriell- und Parallelport, DVI, DisplayPort oder Firewire, welche im mobilen Gerät selbst aus Platzgründen fehlen. Bei neueren Notebooks können häufig zwei bis drei weitere Bildschirme mit der Dockingstation verbunden werden.
Es existieren auch Dockingstationen, welche den Einbau von weiterer Hardware wie PCI-, PCIe-Steckkarten, Festplatten, CD-, DVD- und Diskettenlaufwerken ermöglichen; beispielsweise auch eine Dockingstation von HP, bei der die Festplatte in der Dockingstation ohne Notebook über das Netzwerk als NAS verwendet werden kann.
Da der mechanische Aufbau einer Dockingstation die Verwendbarkeit auf ein Modell des Mastergerätes oder zumindest auf eine Modellreihe beschränkt, wird der Aufbau immer häufiger auf die reine elektrische Schnittstelle (Stecker) reduziert, als sogenannter Docking-Connector und/oder Audio-Kombo-Port eingebaut. Bisher gehen dabei die einzelnen Firmen jeweils eigene Wege. Der Aufbau ist hierbei bisher noch nicht firmenübergreifend einheitlich. Dabei werden die Schnittstellenbausteine des Mastergerätes benutzt. Der universelle Funktionsumfang wie bei PCMCIA oder ExpressCard ist dabei zumeist nicht gegeben.
Da moderne Notebooks immer dünner und leichter werden, ist bei aktuellen Notebook-Modellen häufig kein Platz mehr für den Anschluss an eine klassische Dockingstation an der Unter- oder Rückseite des Gerätes. Stattdessen werden externe Dockingstations immer beliebter, die über ein USB-C-Kabel oder proprietäre Buchsen angebunden werden.